# Кэдел Эванс Грейт Оушен Роуд 2024
8-й выпуск  Кэдел Эванс Грейт Оушен Роуд — шоссейной однодневной велогонки по дорогам Австралии. Гонка прошла 28 января 2024 года в рамках Мирового тура UCI 2024 (категория 1.UWT). Кэдел Эванс Грейт Оушен Роуд 2024 завершит, таким образом, пятидневные веломероприятия недели, где гонки в середине недели стали подготовкой для команд и гонщиков в преддверии основного старта. Победу одержал новозеландский велогонщик Лоренс Пити.

## Участники
| UCI WorldTeams (10)- Arkéa-B&B Hotels - Astana Qazaqstan Team - Cofidis - EF Education-EasyPost - Groupama-FDJ - Ineos Grenadiers - Intermarché-Wanty - Lidl-Trek - Team dsm-firmenich PostNL - Team Jayco AlUla UCI ProTeam- Israel-Premier Tech UCI Continental Teams (2)- Ara-Skip Capital - Team BridgeLane |
| |

## Маршрут
После внесения некоторых изменений по сравнению с предыдущими годами и проведения гонки в противоположном направлении в 2023 году, когда она вернулась после двухлетнего перерыва, организаторы продолжили гонку по тому же маршруту в 2024 году.
Начинаясь со старта на набережной Джилонга, трасса петляет и поднимается через Хайтон и Церес с первым испытанием в гору, Баррабул и Мориак, прежде чем повернуть к побережью. Лидирующие гонщики могут пересечься с отставшими, когда пелотон пересечет открытый участок Тринадцатого пляжа, прежде чем повернуть вглубь от Оушен Гроув и направиться через полуостров Белларин обратно в Джилонг-сити.
Финальные 68 километров будут разыграны на четырех кругах финишной трассы с крутым подъемом на Чалламбру. Серия многократных подъемов на 830 м станет ключевым этапом гонки и предоставит идеальную возможность для отрыва в повороте на финише.
После захвата этих точек для определения горного короля в Чалламбре, гонщики мчатся по дороге в Куинс-парк. После поворота налево и подъема на Мелвилл-авеню гонка продолжается по Минерва-роуд, соединяясь с Черч-стрит до финишной черты на набережной Джилонга.

## Результаты
| \| Генеральная классификация \| Генеральная классификация \| Генеральная классификация \| Генеральная классификация \| Генеральная классификация \| \| Гонщик \| Гонщик \| Команда \| Время \| \| \| ------------------------- \| ------------------------- \| ------------------------- \| ------------------------- \| ------------------------- \| \| 1-й \| Лоренс Пити \| Groupama-FDJ \| 4ч 17' 40 \| \| \| 2-й \| Натнаэль Тесфацион \| Lidl-Trek \| + 0 \| \| \| 3-й \| Георг Циммерман \| Intermarché-Wanty \| + 0 \| \| \| 4-й \| Корбин Стронг \| Israel-Premier Tech \| + 0 \| \| \| 5-й \| Джонатан Нарваэс \| Ineos Grenadiers \| + 0 \| \| \| 6-й \| Axel Mariault \| Cofidis \| + 0 \| \| \| 7-й \| Крис Хэмилтон \| Team dsm-firmenich PostNL \| + 0 \| \| \| 8-й \| Кристиан Скарони \| Astana Qazaqstan Team \| + 0 \| \| \| 9-й \| Йонас Руч \| EF Education-EasyPost \| + 0 \| \| \| 10-й \| Луи Барре \| Arkéa-B&B Hotels \| + 0 \| \| |                    |                           |           |
| |                    |                           |           |
| Источник: ProCyclingStats |                    |                           |           |
| Генеральная классификация |                    |                           |           |
| Гонщик | Гонщик             | Команда                   | Время     |
| 1-й | Лоренс Пити        | Groupama-FDJ              | 4ч 17' 40 |
| 2-й | Натнаэль Тесфацион | Lidl-Trek                 | + 0       |
| 3-й | Георг Циммерман    | Intermarché-Wanty         | + 0       |
| 4-й | Корбин Стронг      | Israel-Premier Tech       | + 0       |
| 5-й | Джонатан Нарваэс   | Ineos Grenadiers          | + 0       |
| 6-й | Axel Mariault      | Cofidis                   | + 0       |
| 7-й | Крис Хэмилтон      | Team dsm-firmenich PostNL | + 0       |
| 8-й | Кристиан Скарони   | Astana Qazaqstan Team     | + 0       |
| 9-й | Йонас Руч          | EF Education-EasyPost     | + 0       |
| 10-й | Луи Барре          | Arkéa-B&B Hotels          | + 0       |